# Syskonbädd 1782
Syskonbädd 1782 är en svensk film från 1966, regisserad av Vilgot Sjöman. I huvudrollerna ses Bibi Andersson, Jarl Kulle, Per Oscarsson och Gunnar Björnstrand.

## Handling
Jacob (Per Oscarsson) återvänder hem till godset från Paris där han studerat i 4½ år. Charlotte (Bibi Andersson), hans syster, planerar att gifta sig med baron Alsmeden (Jarl Kulle), vilket väcker Jacobs svartsjuka. Han flörtar med Ebba (Tina Hedström) för att hämnas på sin syster. Detta väcker gamla undertryckta känslor dem emellan och de har en tillfällig incestuös förbindelse.

## Om filmen
Filmen premiärvisades den 28 februari 1966 i Stockholm. Alla interiörer från Drottningholmsteatern rekonstruerades på SF:s ateljéer i Filmstaden Råsunda, då man inte fick tillstånd att filma på Drottningholmsteatern. Filmen spelades även in vid Sturehovs slott, i vapenkammaren på Skokloster och på Söder i Stockholm.

## Rollista i urval
- Jarl Kulle – Carl Ulrik Alsmeden, baron
- Bibi Andersson – Charlotte
- Per Oscarsson – Jacob, hennes bror
- Gunnar Björnstrand – greve Schwartz
- Tina Hedström – Ebba Livin
- Berta Hall – gumman Küller
- Åke Lindström – gumman Küllers son
- Rune Lindström – Samuel Zacharias Storck, kyrkoherde
- Sonya Hedenbratt – pastorskan Storck
- Kjerstin Dellert – Elisabeth Olin, hovsångerska
- Lena Hansson – den blonda kvinnan
- Thomas Ungewitter – den blonda kvinnans man
- Gudrun Östbye – sömmerskan
- Gunnar Randin – kung Gustaf III
- Chris Wahlström – kroggäst
- Lasse Pöysti – kroggäst
- Sonja Lindgren – piga
- Agneta Ekmanner – skådespelare vid teatern
- Eva-Lena Zetterlund – syflicka

## DVD
Filmen gavs ut på DVD 2009.